# Carex stricticulmis
Carex stricticulmis är en halvgräsart som beskrevs av Holmb. Carex stricticulmis ingår i släktet starrar, och familjen halvgräs. Inga underarter finns listade i Catalogue of Life.